# Городницкий, Александр Моисеевич
Алекса́ндр Моисе́евич Городни́цкий (род. 20 марта 1933, Ленинград) — советский и российский учёный-геофизик (доктор геолого-минералогических наук, профессор), поэт (один из основоположников жанра авторской песни в России). Заслуженный деятель науки Российской Федерации (2005), заслуженный деятель искусств Российской Федерации (2013), первый лауреат Государственной литературной премии имени Булата Окуджавы (1998), член международного ПЕН-клуба и русского национального центра ПЕН-клуба (1998). По мировоззрению — шестидесятник.
В октябре 2018 года песня Городницкого «Атланты», являющаяся одним из неофициальных гимнов Санкт-Петербурга, стала официальным гимном Государственного Эрмитажа.
Именем Александра Городницкого названы малая планета Солнечной системы (астероид) № (5988) Городницкий и перевал в Саянских горах.

## Биография
Родился в Ленинграде, на Васильевском острове, в еврейской семье. Отец — Моисей Афроимович Городницкий (1908—1986), инженер-полиграфист, кавалер ордена Трудового Красного Знамени (1945); мать — Рахиль Моисеевна Городницкая (1908—1981), в молодости преподаватель математики, затем редактор морских лоций. По воспоминаниям Городницкого, до войны семья жила в коммунальной квартире.
Вместе с матерью пережил в Ленинграде первую блокадную зиму. В апреле 1942 года эвакуирован вместе с матерью по Дороге жизни и далее в Омск, где отец работал в военной гидрографии. В 1945 году семья вернулась в Ленинград.
В 1947 году поступил в Студию литературного творчества Ленинградского дворца пионеров (руководитель студии — поэт Глеб Семёнов). В 1951 году окончил с золотой медалью среднюю школу и поступил на геологоразведочный факультет Ленинградского горного института имени Г. В. Плеханова (специальность — «геофизические методы разведки полезных ископаемых»). В 1952 году переведён на вновь созданный геофизический факультет и зачислен на специальность «геофизические методы поисков радиоактивных полезных ископаемых».
В 1953 году вместе с Владимиром Британишским и Александром Гдалиным организовал литературное объединение (ЛИТО) Горного института.
В 1954 году Городницкий принял участие в своей первой геологической экспедиции — в Среднюю Азию, на Гиссарский хребет, где занимался поисками урана.
В 1957—1972 годах работал в Научно-исследовательском институте геологии Арктики Министерства геологии СССР. С 1969 года руководил лабораторией морской геофизики. В 1957—1962 годах в качестве геофизика, старшего геофизика, начальника отряда и начальника партии занимался геофизическими поисками медно-никелевых руд в северо-западной части Сибирской платформы, в Туруханском, Игарском и Норильском районах («Енисейская экспедиция»). Был одним из первооткрывателей Игарского медно-рудного поля (1962).
С 1961 года принимал участие в океанологических экспедициях в различные районы Мирового океана на судах военной гидрографии (в том числе на паруснике «Крузенштерн») и Академии наук.
В 1970 году впервые и на многие годы стал председателем жюри Грушинского фестиваля авторской песни. В 1972 году принят в члены Союза писателей СССР. Рекомендатели — поэты Борис Слуцкий, Давид Самойлов, Вадим Шефнер. С 1972 года работает в Институте океанологии имени П. П. Ширшова. В 1985 году возглавил лабораторию геомагнитных исследований.
Многократно погружался на дно в подводных обитаемых аппаратах (впервые в 1978 году в Тихом океане на атолле Хермит). В 1988 году в экспедиции на судне «Мстислав Келдыш» в Северной Атлантике на глубоководном аппарате «Мир-1» погружался на глубину 4,5 километра. Был на дрейфующей станции на Северном полюсе (1964) и в Антарктиде (1972).
Доктор геолого-минералогических наук (1982), профессор (1991), академик РАЕН (1993). Заведующий Лабораторией геомагнитных исследований с 1985 по 2005 год, главный научный сотрудник Лаборатории геофизических полей Института океанологии имени П. П. Ширшова РАН с 2005 года.
В 1999 году по решению Российской академии наук именем Александра Городницкого была названа малая планета Солнечной системы (астероид) № 5988 Gorodnitskij.
Член Союза писателей России и московской городской организации Союза писателей России (1972).
В настоящее время проживает в Германии.

### Научная деятельность
Один из ведущих российских учёных в области геологии и геофизики океана. Им опубликовано более 250 научных работ, в том числе 20 монографий, посвящённых геофизике и тектонике океанского дна.
В 1968 году на геологическом факультете МГУ защитил кандидатскую диссертацию на тему «Магниторазведка и электроразведка при изучении морского дна». В 1982 году защитил диссертацию на соискание учёной степени доктора геолого-минералогических наук на тему «Строение океанической литосферы и формирование подводных гор». В 1991 году получил звание профессора по специальности «геология морей и океанов». Александр Городницкий является одним из авторов нового метода измерений электрического поля океана и первооткрывателем биоэлектрического эффекта фитопланктона в море (1967).
На основе совместного анализа палеомагнитных, геологических и палеоклиматических данных вместе с Л. П. Зоненшайном составил серию карт — палеогеодинамических реконструкций океанов и континентов от кембрия до наших дней. На основе решения общего уравнения теплопроводности Городницкий разработал оригинальный метод определения мощности литосферы по её возрасту, рельефу, аномалиям силы тяжести и величине теплового потока через дно океана. Им впервые составлена карта расчётной мощности литосферы Мирового океана, получившая подтверждение последующими сейсмологическими исследованиями. Предложена и обоснована теоретически и экспериментально оригинальная модель формирования вулканических подводных гор и островов на океанической литосфере. Он является одним из основоположников палеомагнитного моделирования подводных гор по данным магнитных и батиметрических съёмок. Александром Городницким разработана новая петромагнитная модель океанической коры, в соответствии с которой, наряду с базальтами сейсмического слоя 2А, значительный вклад в магнитные аномалии вносят серпентинизированные перидотиты, образующие нижний слой океанической коры.
Бытующее мнение о влиянии цивилизации на глобальное потепление климата Земли считает не имеющим серьёзного научного подтверждения.

### Поэтическое и песенное творчество
«Атланты держат небо», «У Геркулесовых столбов», «От злой тоски не матерись» («На материк»), «Над Канадой небо синее», «Жена французского посла», «Снег», «Перекаты», «Кожаные куртки» («Песня полярных лётчиков») — эти песни Александра Городницкого, написанные в дальних океанских плаваниях и в экспедициях на Крайнем Севере, стали широко популярными и часто исполняются без указания авторства. Сам поэт признан одним из основоположников жанра авторской песни в СССР.
Стихи Александр Городницкий начал писать в школе (1947), его первые поэтические публикации датируются 1948 годом, а песни — в первых экспедициях (1954). Долгое время они распространялись в магнитофонных записях, зачастую в чужом исполнении. В 1967 году в издательстве «Советский писатель» вышел первый сборник поэта — «Атланты». В настоящее время он является автором более 50 книг стихов, песен и мемуарной прозы.
По мнению доцента МГУ священника Илии Ничипорова: «Творчество А. Городницкого несомненно стало одним из ярчайших явлений как авторской песни, так и поэтической культуры минувшего столетия в целом. Прошедшее почти полувековую эволюцию, на рубеже веков оно явило органичный синтез песенно-поэтического слова и глубинных философских, исторических, естественнонаучных интуиций, воплотив в своей многожанровой художественной системе сущностные качества современного мироощущения».

Художническая натура Городницкого соединила в себе дар поэта-певца, многие песни которого стали голосом времени,
 и талант учёного-геофизика, океанолога, приобретшего в многочисленных экспедициях, погружениях на океанское дно богатый опыт чувствования человеческой души, природного бытия, истории и культуры.
— Илия Ничипоров, Образовательный портал «Слово»
Стихи и песни Александра Городницкого переведены на английский, болгарский, иврит, испанский, немецкий, польский, французский, чешский и другие языки мира.
С 2002 по 2008 год Городницкий вёл музыкальную программу «Под гитару» на телеканале «Культура». С 2004 года там же — программы «Атланты. В поисках истины» и «Вечера с Александром Городницким». В июне 2012 года на экран вышли новые выпуски передачи «Атланты. В поисках истины».

### Общественная деятельность
С 1970 года возглавляет жюри Всероссийского фестиваля авторской песни памяти Валерия Грушина. Член Русского ПЕН-центра. В течение ряда лет входил в его Исполком, а в 2015—2016 был его вице-президентом. В январе 2017 года после раскола Русского ПЕН-центра, последовавшего за исключением из него журналиста Сергея Пархоменко, сложил с себя полномочия вице-президента ПЕН-центра и вышел из состава Исполкома.
В марте 2014 года вместе с рядом других деятелей науки и культуры выразил своё несогласие с политикой российской власти в Крыму. В то же время после «Крымской весны» Городницкий, по его собственным словам, подвергся травле во всех зарубежных социальных сетях, а также отдельных отечественных и зарубежных СМИ; некоторые клубы авторской песни из Германии и США отказались от концертов барда. Причиной тому стала песня «Севастополь останется русским», написанная в 2007 году, которая, согласно автору, «не имеет никакого отношения к присоединению Крыма к России в 2014 году».

## Семья
- Первая жена — Владилена Романовская (1933—2009), по образованию геофизик. В браке с 1955 по 1971 год. Сын от первого брака Владимир (род. 1955). В 1984 году уехал в Израиль, живёт в Иерусалиме. В Израиле живут три внучки и семнадцать правнуков.
- Вторая жена — Анна Наль (1942—2017), поэтесса и переводчица с французского, новогреческого и ряда славянских языков.
- Третья жена — Наталья Касперович (род. 1965). В браке с 2021 года. Журналист, режиссёр документального кино. С 1992 года живёт в Германии и во Франции.

## Критика
Историк-антиковед, член-корреспондент РАН Аскольд Иванчик в газете «Троицкий вариант — Наука» прокомментировал активное участие Городницкого в организации съезда атлантологов в Институте океанологии им. П. П. Ширшова РАН следующим образом:

К сожалению, жертвой «синдрома Фоменко», похоже, стал и известный геофизик (а также бард, но это не имеет отношения к делу) А. М. Городницкий. Судя по различным его выступлениям, доступным в Интернете, он уже давно является адептом мифа об Атлантиде, чем, собственно, и объясняется столь странная вовлеченность Института океанологии в деятельность атлантологов. И, мне кажется, Р.И. напрасно надеется на то, что выдающийся специалист по магнитному полю Земли сможет отделить зёрна от плевел и провести на хорошем научном уровне конференцию, посвящённую историко-филологической и археологической проблематике, то есть по тематике, бесконечно далёкой от сферы его профессиональной компетенции.
Ведущий научный сотрудник Лаборатории изменений климата и окружающей среды Арктического и антарктического научно-исследовательского института Алексей Екайкин в газете «Троицкий вариант — Наука» резко раскритиковал статьи о климате Городницкого. Екайкин указывает, что хотя Городницкий имеет степень доктора наук, данная степень не затрагивает область климатологии, а в статьях Городницкого о климате «ошибки лежат на поверхности». В качестве одного из примеров такой ошибки, заметной даже неспециалисту, Екайкин приводит следующее утверждение Городницкого: «Миф о глобальном потеплении, сформулированный впервые американским политиком Альбертом Гором несколько десятилетий назад и приведший к соглашениям в Киото в 1997 году». Екайкин отмечает, что чуть ниже Городницкий также пишет, что данный миф появился из книги Гора «Неудобная правда», которая была издана в 2007 году, то есть существенно позднее Киотского протокола.

## Список песен и стихов
| Дата или год написания | I строка                              | Название                   | Примечания |
| ---------------------- | ------------------------------------- | -------------------------- | --- |
| февраль 1958           | Тихо по веткам шуршит снегопад…       | Снег                       | Посвящается Е. Ошкадаровой. Написана на реке Горбиачин (правобережье Енисея) и в Ленинграде, в темпе вальса.                                                                         |
| 1959                   | Кожаные куртки, брошенные в угол…     | Песня полярных лётчиков    | |
| 1960                   | Всё перекаты, да перекаты…            | Перекаты                   | — |
| 1961                   | В Уэльсе тёплые дожди…                | В Уэльсе                   | — |
| 1962 или апрель 1963   | Пират, забудь о стороне родной…       | Старинная пиратская        | Другое название: «Пиратская». Песня написана на борту ЭОС (экспедиционное океанографическое судно) «Крузенштерн», в Северной Атлантике                                               |
| 21.2.1963              | Когда на сердце тяжесть…              | Атланты                    | Написана на борту ЭОС «Крузенштерн», в Северной Атлантике. |
| начало апреля 1963     | Над Канадой, над Канадой…             | Над Канадой                | Написана около берега Канады |
| 14.2.1965              | Моряк, покрепче вяжи узлы…            | Песня моряка               | Написана на борту ЭОС «Крузенштерн», в Гибралтаре. Вариант I строки: «Покрепче, парень, вяжи узлы…». Есть вариант названия песни по этой строке, а также «Моряк, покрепче вяжи узлы» |
| ?                      | У евреев сегодня — праздник…          | Фрейлехс                   | Стихотворение |
| ~1980                  | «Погиб поэт». Так умирает Гамлет…     | ?                          | Стихотворение на смерть Владимира Высоцкого |
| ~1980                  | На Ваганьковом горят…                 | Памяти Владимира Высоцкого | — |
| до 20.12.1989          | Нас осталось мало, нас осталось мало… | Нас осталось мало          | Написана в темпе быстрого марша |
| 1977                   | Предательство, предательство…         | Предательство              | Другое название: «Песня о предательстве» |
| 1985                   | Нам с годами ближе…                   | Памяти Юрия Визбора        | — |
| ~1986                  | Спасибо, что петь разрешили…          | ?                          | ? |

Другие известные песни:
- «Деревянные города»[36]
- «Песня болотных геологов»[37]
- «На материк»[38]
- «Чистые пруды»[39]
- «Паруса Крузенштерна»[40]
- «За тех, кто на земле»[41]
- «Геркулесовы столбы»[42]
- «Остров Гваделупа»[43]
- «Жена французского посла»[44]
- «Аэропорты XIX века»[45]
- «Почему расстались»[46]
- «Песня строителей Петровского флота» («Ванька»)[47]
- «Меж Москвой и Ленинградом»[48]
- «Губернаторская власть»[49]
- «Марш серых гномов»[50]
- «Система Декарта»[51]
- «Тени тундры»
- «Перелётные ангелы»
- «Финская граница»
- «Севастополь останется русским»
- «Тарас Бульба»
- «Атлантида»
- «Вальс геофизиков»
- «Бульварное кольцо»
- «Бухта Наталья»
- «Песенка радиста»
- «Колымская весна»
- «Тяжёлое солнце»
- «Ленинградские дети рисуют войну»
- «Дорога в Израиль»
- «Памяти Освальда Даниеля Руфайзена»
- «Бахайский храм»
- «Народ и язык»
- «Мою внучку зовут Рахиль»
- «Остров Вайгач»
- «Поминальная по идишу»
- «Песня американских лётчиков»
- «Песня американских подводников»
- «Падекатр»
- «Вальс 39-го года»

## Аудиоиздания
- «Русские барды. Александр Городницкий» («Имка-Пресс», Париж, 1977)
- «Атланты» («Мелодия», Ленинград, 1987 Стерео С60 25771001) («Мелодия», Москва, 1987 Стерео С60 25771 001)
- «Встреча друзей» («Мелодия», Ленинград, 1987)
- «Берег» («Мелодия», Ленинград, 1988)
- «Около площади» («Русско-немецкая музыка», Санкт-Петербург, 1993)

## Дискография
- «За тех, кто на Земле» (СПб, 1995)
- «Давай поедем в Царское Село» (СПб, 1997)
- «Вперёдсмотрящий» (Екатеринбург, 1996)
- «Система Декарта» (Самара, 1999)
- «На материк» (Москва, 1998)
- «Как медь умела петь…» (Москва, 1997)
- «Александр Городницкий», серия «Российские барды» (Москва, 1998)
- «Александр Городницкий», серия «Наши барды» (Москва, 2002)
- «Концерт в „Гнезде глухаря“, ч. 1 — „Всё перекаты…“» (Москва, 1999)
- «Концерт в „Гнезде глухаря“, ч. 2 — „Жена французского посла“» (Москва, 1999)
- «Концерт в ЦАПе, ч. 1. — „Я иду по Уругваю“» (Москва, 1999)
- «Концерт в ЦАПе, ч. 1. — „Гамлет“» (Москва,1999)
- «За шпилей твоих окоём» (СПб, 2003)
- «Александр Городницкий — двойной альбом серия „Серебряные струны“» (Москва, S.T.R.Records, 2002)
- «Концерт в Политехническом — двойной альбом» (Москва, 2000)
- «Двадцать первый тревожный век» (CD Land, 2003)
- «Весь Городницкий» (2 диска в формате MP3 РМГ Рекордс, 2002)
- «Река времён» (2008)
- «Навстречу судьбе» (2009)
- «От Оренбурга до Петербурга» (2009)
- «Новая Голландия» (2009)
- «Глобальное потепление» (2012)
- «Почему расстались» (2013)
- «У Геркулесовых столбов» (2013)
- «Детям»(2014)
- «Споём, ребята, вместе» (2014)
- «Давайте верить в чудеса» (2015)
- «Перезагрузка» (2017)
- «Октава» (2018)
- «Книжечки на полке» (2019)
- «Блокадный метроном» (2019)
- «Пока звенит струна» (2020)
- «Лебединая гавань» (2022)
- «Променада» (2024)

### Серия «Барды нашего века»
- «Снег»
- «В океане зима»
- «Над Канадой небо синее»
- «Друзья и враги»
- «Аэропорты XIX века»
- «Острова в океане»
- «Если иначе нельзя»
- «Спасибо, что петь разрешили»
- «Беженцы-листья»
- «Имена вокзалов»
- «Двадцать первый тревожный век»
- «Уйти на судне»
- «Гадание по ладони»

## Литературные сборники
- Атланты: Стихи. — М., Л.: Сов. писатель, 1967.
- Новая Голландия: Стихи. — Л.: Лениздат, 1971.
- Берег: Стихи. — М.: Сов. писатель, 1984.
- Полночное солнце: Стихи. — М.: Сов. писатель, 1990.
- Перелётные ангелы: Стихи и песни. — М.: Интербук, Свердловск: Старт, 1991.
- Острова в океане: Песни. — М.: МГЦАП, 1993.
- Созвездие Рыбы: Стихи. — СПб.: Девятый вал, 1993.
- Остров Израиль: Стихи и песни. — Иерусалим: 1995.
- Времена года: Поэмы. — М.: Сампо, 1996.
- Ледяное стремя: Стихи. — СПб.: Звезда, 1997.
- Атланты держат небо. — Иерусалим: Беседер, 1999.
- Имена вокзалов. — СПб.: Петрополь, 1999.
- Стихи и песни. Избранное. — СПб.: Лимбус Пресс, 1999.
- На материк. — М.: Вагант-Москва, 1999.
- Давай поедем в Царское Село. — СПб.: Бояныч, 1999.
- За временем вдогонку. — М.: Вагант, 1999.
- Васильевский остров. — М.: Вагант-Москва, 1999.
- Бульварное кольцо. — М.: Вагант-Москва, 1999.
- Зелёный луч. — М.: Вагант-Москва, 1999.
- Сочинения. — М.: Локид, 2000.
- «Когда судьба поставлена на карту». — М.: Эксмо, 2001.
- «И жить ещё надежде». — М.: Вагриус, 2001.
- Атланты. — СПб.: Композитор.
- Берег надежд: Песни ленинградских авторов. 1950—1960-е годы. — СПб.: Бояныч, 2002. — 448 с. — ISBN 5-7199-0153-1.
- Снег. — Екатеринбург: У-Фактория, 2004. — 544 с. — ISBN 5-94799-366-X.
- Родство по слову. — Иерусалим: Бесэдер, 2005.
- Гадание по ладони. — СПб.: Фонд русской поэзии, 2006.
- Время для хора. — М.: Радуга, 2006.
- Избранное. — СПб.: Вита Нова, 2008.
- Избранное. — Новосибирск: Талер-Пресс, 2008 (1 том), 2010 (2 том).
- Поющая душа: Песни ленинградских авторов. 1970-е годы. — СПб.: Всерусский собор, 2008. — 864 с. — ISBN 978-5-903097-23-4.
- Ночной поезд. — СПб.: Фонд русской поэзии, 2009.
- Легенда о доме. Избранные стихи и песни. — М.: Азбука-классика, 2010.
- Время в пути. — СПб.: Фонд русской поэзии, 2011.
- Бакинская тетрадь. — Баку: Изд. Д. Имамвердиев и клуб АП Баку. 2012.
- Почему расстались. — СПб.: Петрополис, 2012.
- Корабли у пирса. — СПб.: Фонд русской поэзии, 2012.
- Коломна. — СПб.: Фонд русской поэзии, 2013.
- Песни разных лет. — Харьков: Золотые страницы, 2013.
- Царскосельская тетрадь. — СПб: Серебряный век, 2013.
- Атланты держат небо: Стихотворения. Песни. Поэмы. — СПб.: Лениздат, 2013.
- Детям. Золотые страницы. — Харьков, 2014. (В книге использованы работы победителей Первого международного конкурса рисунка «Мир А. Городницкого глазами детей» в Санкт-Петербурге, 2014 г.)
- «Свежий взгляд»: поэтический альманах. № 2 — СПб.: ПапиРу, Art-xpress, 2014. — 100 с. — ISBN 978-5-91557-020-6.
- Улица времени. — СПб: Фонд русской поэзии, 2014.
- Двадцать первый тревожный век: Стихи. — СПб.: Лимбус Пресс, 2014.
- Будет помниться война. — М.: Наша школа, 2015.
- Стихи и песни. — М.: Эксмо, 2015.
- Стихи и песни Двадцать первого века. — М.: Эксмо, 2015.
- Давайте верить. — СПб: Фонд русской поэзии, 2015.
- Определение дома: Избранные стихотворения и песни. — СПб.: Вита Нова, 2016.
- Осеннее равноденствие. — СПб.: Фонд русской поэзии, 2016.
- Стихи и песни. — М.: Яуза, Эксмо, 2016.
- Новые стихи и песни. — М.: Яуза, Эксмо, 2017.
- Полное собрание песен. — М.: Яуза, 2017.
- Ступени Эрмитажа. СПб.: Фонд русской поэзии, 2018.
- Различие в возрасте. СПб.: Фонд русской поэзии, 2018.
- Мою маму зовут Рахиль: Стихи и песни. СПб.: Издание Бориса Бейлина, 2019.
- Между сушей и водой. СПб.: Фонд русской поэзии, 2020.
- Океан времен: Стихи и песни о русской и мировой истории. СПб., 2020.
- Продление жизни. СПб.: Фонд русской поэзии, 2021.
- На ускользающей Земле. СПб.: Фонд русской поэзии, 2021.
- Дорога к Пушкину: Стихи и песни, посвященные великому русскому поэту. М.: Издательство «Академическая наука», 2021.
- Разведённые мосты. М.: Издательство «Академическая наука», 2021.
- Избранное: Стихи, песни, поэмы. М.: Яуза, 2021.
- Вечерняя тень. М.: Издательство «Академическая наука», 2022.
- Московское время: Стихи и песни о Москве. М.: Издательство «Академическая наука», 2022.
- Мой Питер: Стихи и песни о Санкт-Петербурге. Санкт-Петербург, ИД «Петрополис», 2024.

### Мемуары
- И вблизи, и вдали: Воспоминания, песни с нотами. — М.: АО «Полигран», 1991. — 496 с. — (Барды). — ISBN 5-85230-029-2.
- След в океане: Докум. повествование. — Петрозаводск: Карелия, 1993. — 589 с. — ISBN 5-7545-0648-1.
- И жить ещё надежде… — М.: Вагриус, 2001. — 635 с. — (Мой XX век). — ISBN 5-264-00675-X.
- Атланты держат небо… // Воспоминания старого островитянина. — М.: Эксмо, 2011. — 448 с. — ISBN 978-5-699-51594-3.
- У Геркулесовых столбов… // Моя кругосветная жизнь. М.: Эксмо, 2011.
- Атланты держат небо… // Воспоминания старого островитянина. — 3-е изд., доп. и испр. — М.: Якорь, Яуза, 2016. — 476 с. — 1500 экз. — ISBN 978-5-699-89616-5.
- У Геркулесовых столбов… // Моя кругосветная жизнь. М.: Эксмо, 2016.
- Атланты держат небо… // Воспоминания старого островитянина. М.: Яуза, 2020.

## Кино
- 2008 — В поисках идиша (в соавторстве с Ю. Хащеватским)
- 2012 — И жить ещё надежде (документальный; в соавторстве с Н. Касперович)
- 2013 — Мой Питер (документальный; в соавторстве с Н. Касперович; посвящён памяти кинооператора Семёна Фридлянда, жизнь которого трагически оборвалась во время работы над фильмом. За создание ленты в 2014 году авторы получили Царскосельскую художественную премию[52])
- 2014 — Легенды и мифы Александра Городницкого (документальный; в соавторстве с Н. Касперович)
- 2015 — Портреты на стене (документальный; в соавторстве с Н. Касперович)
- 2017 — Только любовь остаётся (документальный; в соавторстве с Н. Касперович)
- 2018 — Царскосельская тетрадь (документальный; в соавторстве с Н. Касперович)
- 2020 — Струна и слово (документальный; в соавторстве с Н. Касперович)[53]

## Телевидение
- 2004—2012 — «Атланты. В поисках истины» (42 серии), авторский цикл научно-популярных передач на канале «Культура»
- 2004 год — «Экстренное торможение», авторы сценария — Александр Борисоглебский и Игорь Агеев, режиссёр Пётр Журавлёв, производство компании «Русское ТелеВидео»
- 2005 — «Атланты держат небо… Фильм-воспоминание в 4 сериях». Продюсер — А. Борисоглебский.[54] 2005 «Русское ТелеВидео»
- 2005—2010 — «Атланты держат небо», автобиографический сериал (34 серии) с Натальей Касперович (соавтор сценария и режиссёр). В нём Городницкий вспоминает о довоенном детстве, войне и блокаде, школьных и студенческих годах, многолетних экспедициях в Арктике и Мировом океане, о поездках в дальние страны, истории авторской песни в России, ушедших поэтах и бардах. Значительное место занимает рассказ об эпохе и поколении шестидесятых годов. В фильме звучат стихи и песни Городницкого в авторском исполнении.
 За создание сериала в 2012 году А. Городницкий и Н. Касперович получили Царскосельскую художественную премию[55]
- 2007 — участие в фильме «Дети блокады. Фильм 4-й. Александр Городницкий» Архивная копия от 20 декабря 2019 на Wayback Machine, Телеканал «100 ТВ»

## Награды, премии и звания
- лауреат Государственной литературной премии имени Булата Окуджавы (12 января 1999)[56];
- заслуженный деятель науки Российской Федерации (15 марта 2005) — за заслуги в научной деятельности[57];
- почётный диплом Законодательного Собрания Санкт-Петербурга (27 февраля 2008) — за выдающийся личный вклад в развитие науки, культуры и искусства в Санкт-Петербурге, многолетнюю успешную профессиональную творческую деятельность и в связи с 75-летием со дня рождения [58];
- лауреат литературной премии «Золотой Дельвиг». Памятная награда без денежного эквивалента (23 января 2013)[59];
- заслуженный деятель искусств Российской Федерации (25 июля 2013) — за заслуги в области искусства[60];
- орден Дружбы (28 марта 2019) — за большой вклад в развитие отечественной культуры и искусства, средств массовой информации, многолетнюю плодотворную деятельность[61];
- лауреат премии Евгения Евтушенко «Больше, чем поэт» (2019)[62];
- медаль «За освобождение Крыма и Севастополя» (17 марта 2014), учреждённая общественной организацией "Революционный комитет «Севастополь — Крым — Россия», — как автору песни «Севастополь останется русским»[63].

## Комментарии
1. ↑  30 октября 2018 года в Зале совета Государственного Эрмитажа состоялась церемония подписания соглашения об использовании песни «Атланты» в качестве гимна музея[4].